# 旦之島站
旦之島站（日语：／ Dannoshima eki */?）是位於岐阜縣岐阜市旦島，名古屋鐵道揖斐線的鐵道車站（廢站）。急行列車通過此站。

## 歷史
在1914年（大正3年），揖斐線的前身岐北輕便鐵道開設此站。但在開業2年後一度廢除，後來再次重開。在2005年（平成17年），隨著揖斐線全線廢除，此站也被廢除。

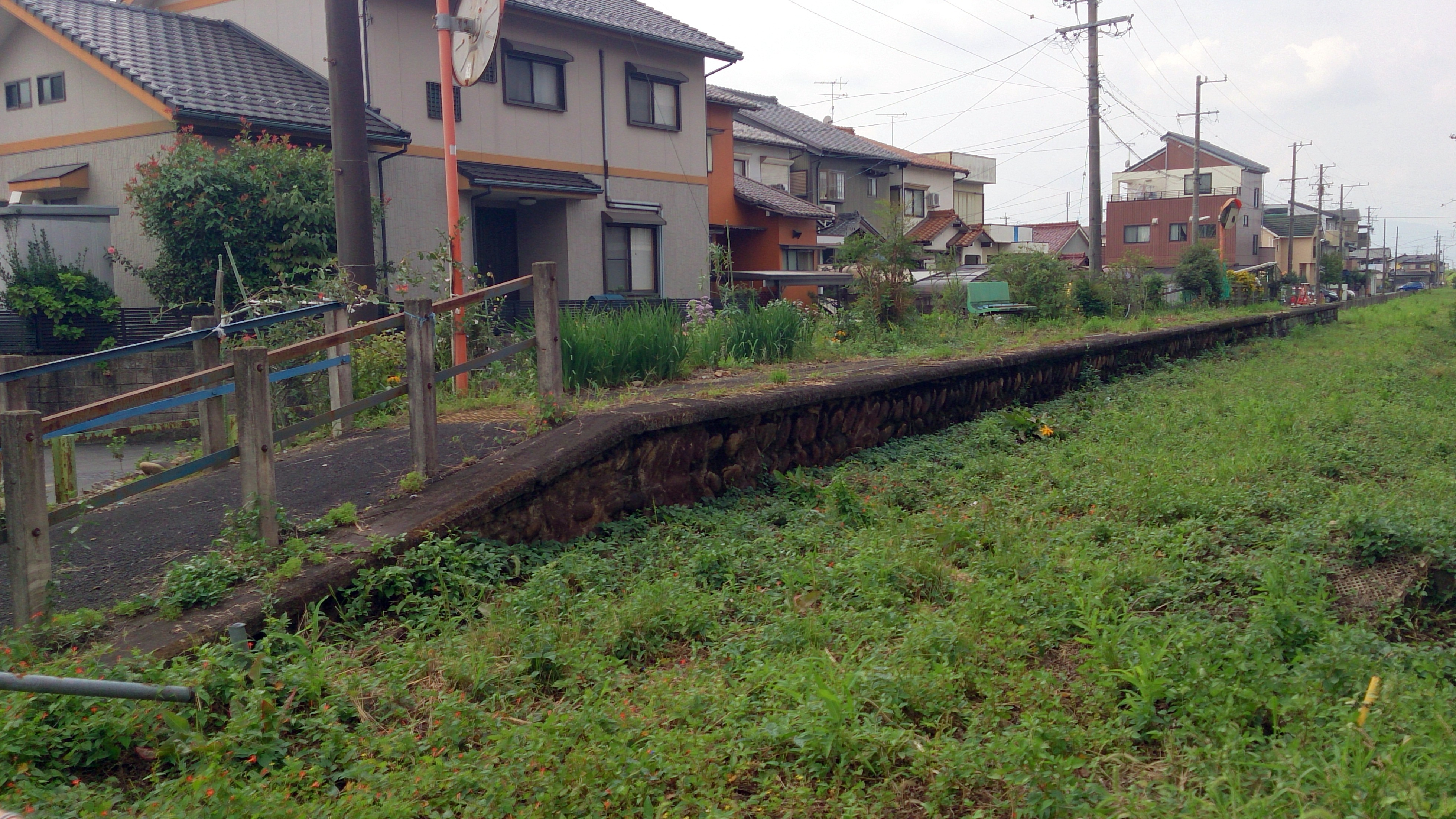
1914年（大正3年）3月29日 - 岐北輕便鐵道忠節站至北方町站（後來名為美濃北方站）之間開通，此站啟用[2][3]。
- 1916年（大正5年）8月1日 - 此站被廢除[4][5]。
- 1937年（昭和12年）7月13日 - 此站重開[3]。
- 1948年（昭和23年）11月1日前 - 成為無人車站[6]。
- 2005年（平成17年）4月1日 - 揖斐線忠節站至黑野站之間被廢除，此站也被廢除[7][8]。

- 車站遺址（2015年9月）

## 車站構造

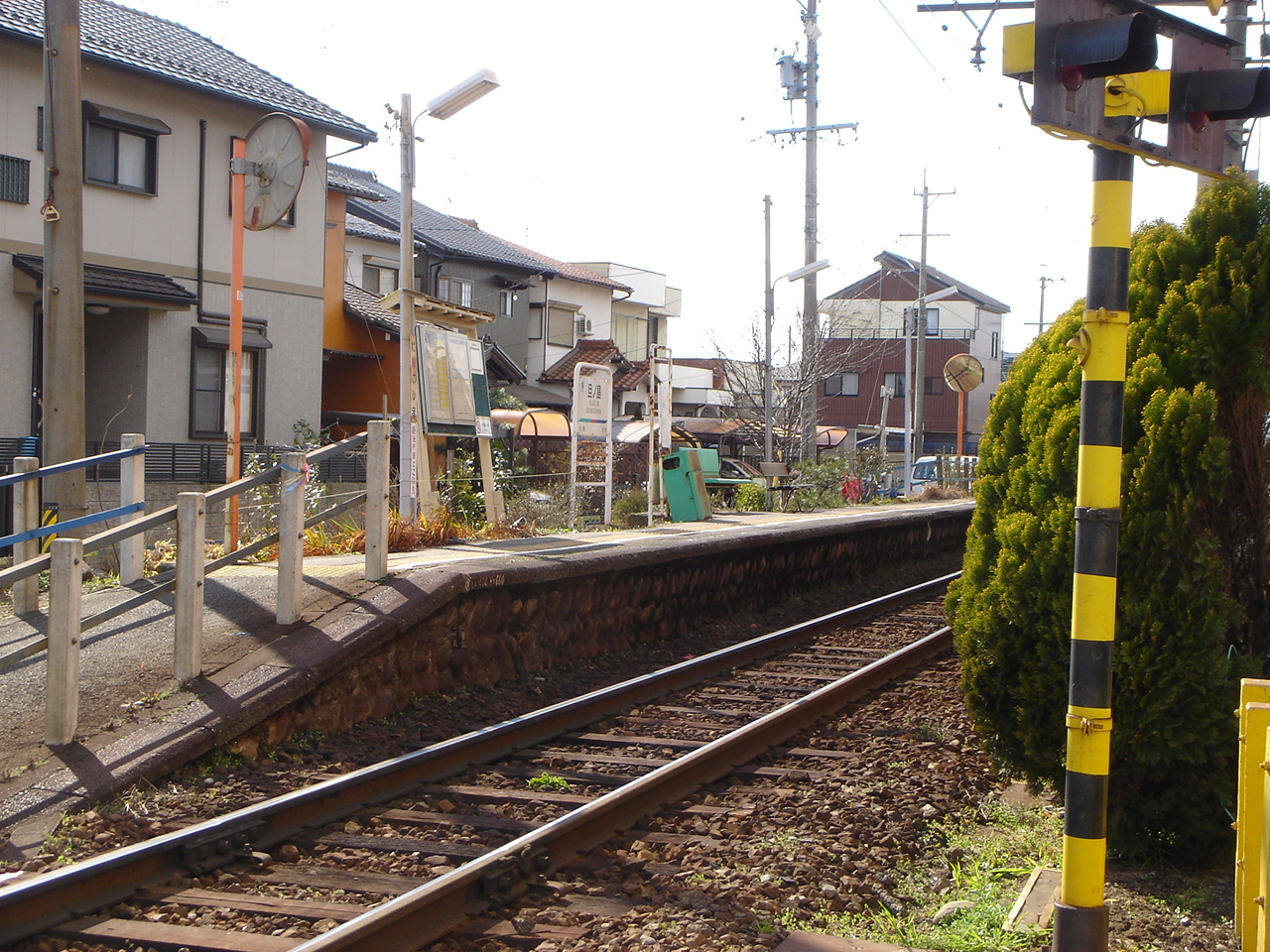
月台

截至車站廢除前，此站是地面車站，設有1面1線的單式月台。此站為無人車站。

### 配線圖
| ← 黑野方向      | 旦之島站 站內配線略圖 | → 忠節方向 |
| 图例 参考文献： |                       |            |

## 使用狀況
- 在中提及在1992年度，當時1日平均上下車人次為132人，為除岐阜市內線均一車費區間內各站（岐阜市內線、田神線、美濃町線徹明町站至琴塚站之間）外名鐵所有車站（342站）中排名第331，揖斐線、谷汲線之間（24站）排名第17[1]。

## 車站周邊
此站與鄰站近之島站一樣，都是有一個「島」字。這是由於車站附近是被長良川與伊自良川包圍，加上車站附近是地方都是濕地。曾經在發生暴雨期間，河川泛濫使村落被孤立起來。在昭和時代的經濟高速增長時期，車站周邊地區被改造為岐阜市郊的住宅區。在路線廢除前，車站附近已變為城市化，看不到田園風景。
- 旦島公園
- 島消防署（舊岐阜北消防署島出張所）[12]

## 相鄰車站
名古屋鐵道
■揖斐線
■急行
通過
■普通
近之島－旦之島－尻毛
- 在戰前，此站與近之島站曾經設有萱場站，此站與尻毛站曾經設有尻毛橋站。

## 注腳
1. 1 2  名古屋鐵道廣報宣傳部（編）. . 名古屋鐵道. 1994: 651–653.
2. ↑  「軽便鉄道運輸開始」《官報》1914年4月9日（國立國會圖書館數碼化資料）
3. 1 2  . 鄉土出版社（日语：郷土出版社）. 1997: 220–230. ISBN 4-87670-097-4 （日语）.
4. ↑  「軽便鉄道停留場廃止」《官報》1916年8月5日（國立國會圖書館數碼化資料）
5. ↑  . 鐵道Forum.   [2016-06-11]. （原始内容存档于2023-05-06） （日语）.
6. ↑  名古屋鉄道広報宣伝部（編）. . 名古屋鐵道. 1994: 881 （日语）.
7. ↑  今尾惠介（監修）.  7 東海. 新潮社. 2008: 52. ISBN 978-4-10-790025-8 （日语）.
8. ↑  德田耕一. . JTB Can Books. JTB出版. 2005: 144. ISBN 978-4-53305-883-7 （日语）.
9. ↑  電氣車研究會（日语：電気車研究会），《鐵道畫刊（日语：鉄道ピクトリアル）》通卷第473號 1986年12月 臨時增刊号 「特集 - 名古屋鐵道」，附圖「名古屋鐵道路線略圖」
10. ↑  川島令三. . 名古屋北部・岐阜篇 1. 草思社（日语：草思社）. 1997: 139–140. ISBN 4-7942-0796-4 （日语）.
11. ↑  德田耕一. . JTB Can Books. JTB出版. 2005: 94. ISBN 978-4-53305-883-7 （日语）.
12. ↑  岐阜市消防本部の組織・所在地・連絡先/消防総務課 （页面存档备份，存于）（日語）：岐阜市官方網站。2014年12月15日參閱。